# Tadeusz Przybylski (muzykolog)
Tadeusz Przybylski (ur. 20 sierpnia 1927 w Poznaniu, zm. 23 stycznia 2011 w Krakowie) – polski duchowny rzymskokatolicki, salezjanin, muzykolog.

## Życiorys
Wysiedlony razem z rodziną okupację spędził w Kieleckiem, gdzie uczęszczał na tajne komplety. Po zakończeniu działań wojennych, w 1945 wstąpił do nowicjatu Wyższego Seminarium Duchownego Towarzystwa Salezjańskiego w Krakowie. W 1950 r. skończył średnią salezjańską szkołę organistowską. Święcenia kapłańskie uzyskał w 1955. Ukończył studia w Państwowej Wyższej Szkole Muzycznej w Krakowie w zakresie wychowania muzycznego (1959) oraz teorii muzyki (1960), a także muzykologię na Uniwersytecie Jagiellońskim (1964). 10 marca 1995 na podstawie rozprawy Z dziejów nauczania muzyki w Krakowie od średniowiecza do czasów współczesnych uzyskał na Wydziale Historycznym UJ habilitację Autor ponad trzystu publikacji.
W latach 1965–1993 pracował jako wykładowca w Katedrze Historii i Teorii Muzyki UJ, od roku 1978 także Akademii Muzycznej w Krakowie.
Był członkiem Związku Kompozytorów Polskich, Polskiego Towarzystwa Historycznego, Komisji Historycznej Oddziału Krakowskiego PAN oraz Towarzystwa Muzycznego w Krakowie. Pochowany został w grobowcu Salezjanów na cmentarzu Rakowickim.